# Les Plus Belles Années d'une vie
Ne doit pas être confondu avec Nos plus belles années.
Pour les articles homonymes, voir Vie (homonymie).
Série
Un homme et une femme : vingt ans déjà
Pour plus de détails, voir Fiche technique et Distribution.
Les Plus Belles Années d'une vie est un film d'amour français, réalisé par Claude Lelouch, sorti le 22 mai 2019, présenté en sélection officielle hors compétition du Festival de Cannes 2019,. Il s'agit du 49e film de Claude Lelouch et troisième opus de la série Un homme et une femme.

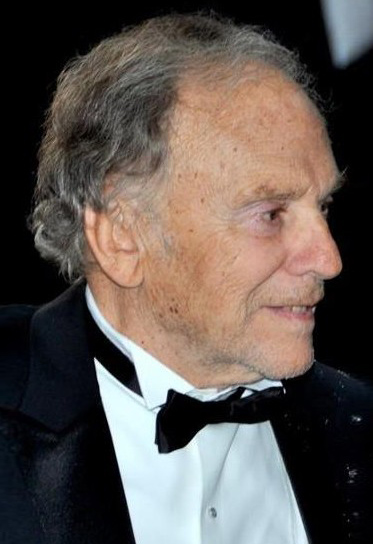
Jean-Louis Trintignant au festival de Cannes 2012

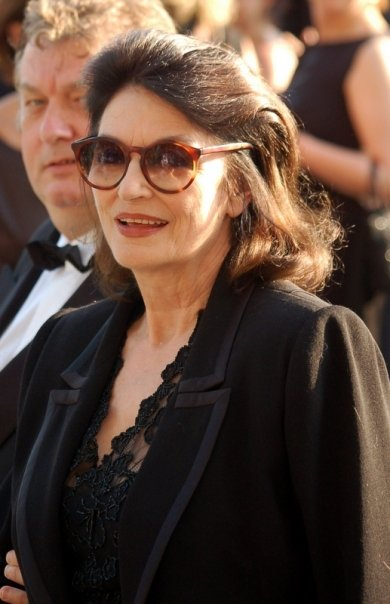
Anouk Aimée au festival de Cannes 2007

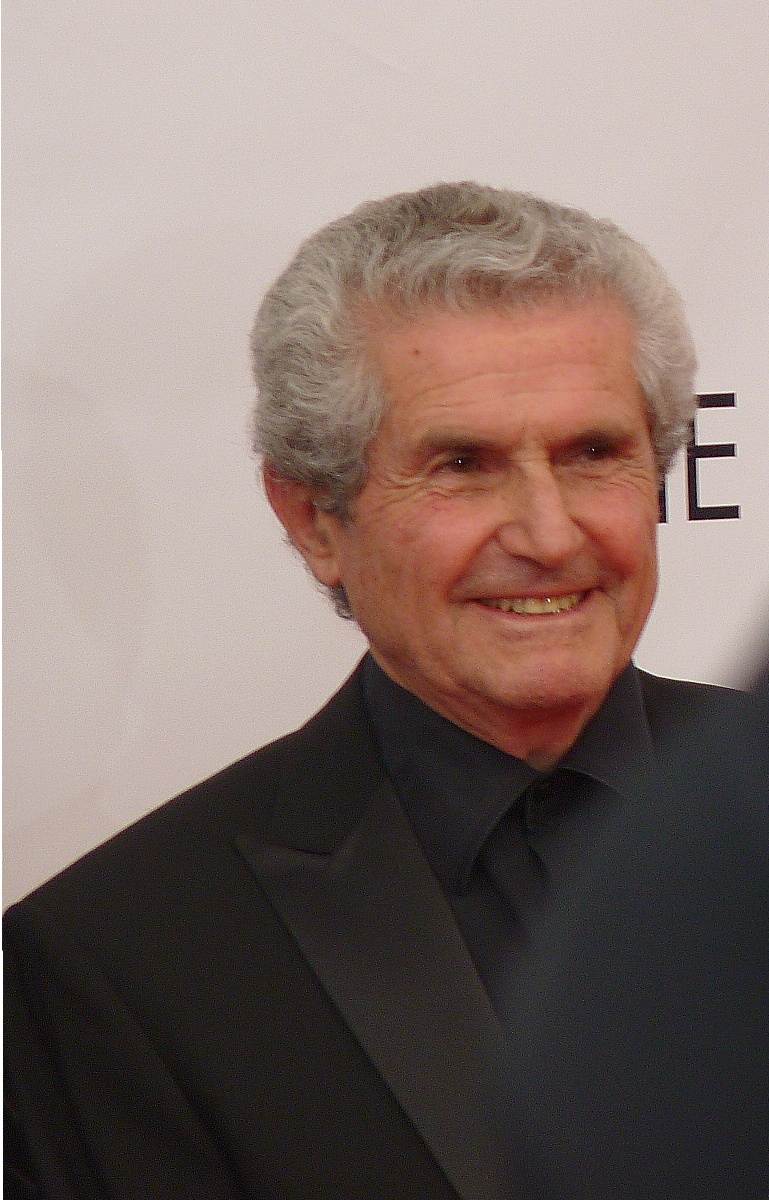
Claude Lelouch au Festival de télévision de Monte-Carlo 2012

## Synopsis
L'ancien séduisant pilote de course Jean-Louis Duroc vit dans une maison de retraite de Varengeville-sur-Mer en Normandie. Octogénaire au crépuscule de sa vie, il cultive les souvenirs nostalgiques et les rêves de sa plus belle histoire d'amour, avec Anne, rencontrée 52 ans plus tôt au pensionnat de leurs enfants respectifs Antoine et Françoise, à Deauville... Antoine leur organise alors des retrouvailles amoureuses, émouvantes et nostalgiques, sur fond de Normandie, de chabadabada, de télégramme amoureux, de numéro de téléphone "Montmartre 15 40", de numéro de course "184" sur les portières de la Ford Mustang du Rallye de Monte-Carlo, de numéro de chambre "26" de l’hôtel Normandy Barrière et de plages des Planches de Deauville...

## Fiche technique
- Titre original : Les Plus Belles Années d'une vie
- Réalisation : Claude Lelouch
- Assistant réalisateur : Michaël Pierrard
- Scénario : Claude Lelouch
- Adaptation et dialogues : Valérie Perrin et Claude Lelouch
- Directeur de la photographie : Robert Alazraki
- Musique : Francis Lai (compositeur) et Calogero (compositeur, chant), Didier Barbelivien (paroles), Nicole Croisille (chant)
- Décors : Bernard Warnas
- Costumes : Christol Birot
- Montage : Stéphane Mazalaigue
- Son : Harald Maury
- Scripte : Fanny Ledoux-Boldini
- Producteurs : Samuel Hadida, Victor Hadida et Claude Lelouch
- Société de production : Les Films 13
- SOFICA : Sofitvciné 6
- Société de distribution : Metropolitan Filmexport (France)
- Pays d'origine :  France
- Langue originale : français
- Format : 35 mm - couleur - Ratio : 2,39:1
- Genre : romance
- Durée : 88 minutes
- Date de sortie : 22 mai 2019

## Distribution
- Anouk Aimée : Anne Gauthier
- Jean-Louis Trintignant : Jean-Louis Duroc
- Antoine Sire : Antoine Duroc (fils de Jean-Louis Duroc)
- Marianne Denicourt : la responsable de la maison de retraite
- Souad Amidou : Françoise Gauthier (fille d'Anne Gauthier)
- Monica Bellucci : Elena Duroc (fille de Jean-Louis Duroc)
- Tess Lauvergne : Tess

## Accueil

### Critiques
Le film reçoit de bons retours, avec une note moyenne de 3.4 sur AlloCiné.
Pour Première « Claude Lelouch [...] signe son plus grand film depuis près de vingt ans ».
Télérama est également de cet avis : « Un séduisant tête-à-tête autant qu’un émouvant hommage au septième art ».

## Production
Le tournage a lieu en septembre et octobre 2018, en Normandie (Deauville, Trouville, Tourgéville, Beaumont-en-Auge) et à Paris.

## Autour du film
Claude Lelouch tourne les scènes de maison de retraite de Varengeville-sur-Mer dans sa maison personnelle, construite pour les besoins du  film. 

## Distinction
- Festival de Cannes 2019 : sélection officielle, hors compétition

## Suite de films
- 1966 : Un homme et une femme
- 1986 : Un homme et une femme : Vingt ans déjà
- 2019 : Les Plus Belles Années d'une vie